# Огл, Сэмюэл
Сэмюэл Огл (англ. Samuel Ogle; 1694 — 3 мая 1752) — британский политик, колониальный губернатор Мэриленда (1731—1732, 1733—1742, 1746/47—1752), отец Бенджамина Огла.

## Биография
Был сыном сэра Сэмюэла Огла, члена парламента и его второй жены Урсулы Маркхэм, дочери баронета Роберта Маркэма, 2-го баронета. Получил образование на родине, после чего поступил на службу в британскую армию, где дослужился до капитана кавалерии.
В 1731 году был назначен колониальным губернатором Мэриленда, заменив в этой должности Чарльза Клаверта, чьи действия вызывали недовольство богатых жителей колонии. Огл был губернатором колонии до декабря 1732 года, пока не уступил свою должность Чарльзу Калверту, 5-й барону Балтимор.
В последующие годы с 1733 по 1742 годы, а затем с 1746 по 1752 годы Огл дважды был колониальным губернатором Мэриленда. Помимо этого, он был одним из богатых людей колонии, владея табачной плантацией 7000 акров (28 кв. км) в Мэриленде, конюшней чистокровных лошадей и богатыми поместьями в Великобритании.
Скончался 3 мая 1752 года в своём доме в Аннаполисе, похоронен в церкви Святой Анны. 

## Семья
Был женат на Анне Таскер, которая была моложе него на 30 лет. Она была дочерью Бенджамина Таскера, колониального губернатора Мэриленда (1752—1753), у супругов было 5 детей (2 сына и 3 дочери):
- Анна Огл (1743—1747), умерла в детстве;
- Мэри Огл (1746—1808), вышла замуж за Джона Ридаута;
- Сэмюэл Огл (1747—1748), умер в детстве;
- Бенджамин Огл (27 января 1749 – 7 июля 1809), губернатор Мэриленда (1798—1801);
- Мелиора Огл (1750–ок. 1775), вышла замуж за Джеймса Андерсона из Хертфорда, у супругов было 3 детей.